# Wilmington-Raffinerie (Valero)
Die Wilmington-Raffinerie (engl. Wilmington Refinery) ist eine US-amerikanische Raffinerie im Bundesstaat Kalifornien. Sie gehört zum Mineralölkonzern Valero Energy, welcher vor allem in den USA, Kanada und Großbritannien tätig ist. Die gleichnamige weiter nördlich befindliche Raffinerie Wilmington, welche früher zu Shell und später zur Tesoro Petroleum gehörte, ist heute ein Teil der Los Angeles-Raffinerie von Marathon Petroleum.

## Lage
Die Raffinerie befindet sich in Wilmington, welcher ein Bestandteil des Stadtteils Port of Los Angeles der Stadt Los Angeles ist. Die California State Route 103 verläuft südlich des Raffineriegeländes, an ihr befindet sich auch die Commodore Schuyler F. Heim Bridge, über sie führt die Route zum vorgelagerten Terminal Island. In der Nähe der Raffinerie befinden sich mehrere große Ölfelder wie das Long Beach-Ölfeld oder das Wilmington-Ölfeld.
Direkt östlich der Raffinerie schließt sich ein Calciner von Marathon Petroleum an. Dieser gehörte bis zum Verkauf der Carson-Raffinerie in 2013 zur BP.

## Geschichte
Die Raffinerie wurde 1969 in Betrieb genommen. In den 1980er und 1990er Jahren wurde sie mehrmals erweitert und ausgebaut. 2001 wurde der bisherige Betreiber Ultramar Diamond Shamrock durch die Valero Energie übernommen.

## Technische Daten
Die Wilmington-Raffinerie gehört zu den kleinen, jedoch komplexen Raffinerien. Es werden kalifornische und ausländische Rohöle verarbeitet. Zudem wurden zahlreiche Halbfertigfabrikate aus anderen Raffinerien weiterverarbeitet. Das in der Raffinerie hergestellte Bitumen deckt 15 % des Bedarfs im südlichen Kalifornien.

### Verarbeitungsanlagen
- Atmosphärische Destillation
- Vakuum-Destillation
- Fluidised Catalytic Cracking
- Delayed Koker
- Steamreformer
- Entschwefelungsanlagen
- Reformer